# Льодовик Ламберта-Фішера

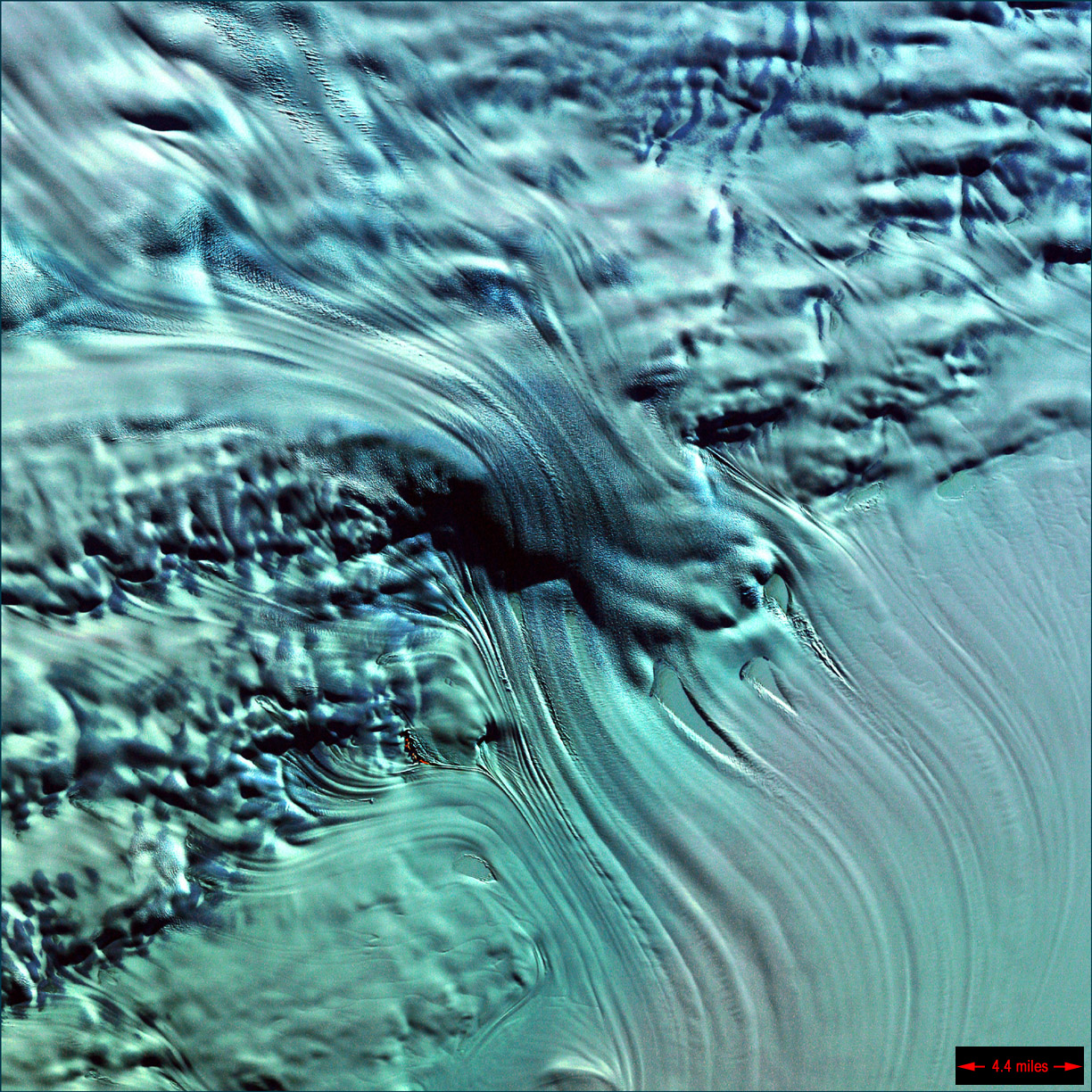
Льодовик Ламберта-Фішера

71° пд. ш. 70° сх. д. / 71° пд. ш. 70° сх. д.
Льодовик Ламберта (англ. Lambert Glacier) — льодовик у Східній Антарктиді; ймовірно, є найбільшим у світі льодовиком. Його ширина — 30-120 км, довжина — близько 700 км. Він покриває приблизно п'яту частину льодовикового щита Східної Антарктиди. В ньому зосереджено близько 12% запасів прісної води на Землі.
Льодовик Ламберта-Фішера відкритий австралійською експедицією в 1957 р. і названий на честь керівника картографічної служби Австралії Брюса Ламберта.

## Опис
Льодовик бере початок у північній частині Долини МГР і вливається в шельфовий льодовик Еймері. Льодовик Ламберта має довжину понад 400 км і скидає значну кількість льоду зі Східно-Антарктичного льодовикового покриву до Південного океану. Багато дрібних льодовиків впадають до нього, створюючи величезний «льодовий потік», що стікає в океан швидкими темпами від 400 до 800 м на рік. У місці, де льодовик входить у глибоко врізану частину затоки Прюдс, переходить у Шельфовий льодовик Еймері; темп його руху збільшується там до 1000-1200 м на рік. Ці швидкості визначалися супутниковими вимірами - радарною інтерферометрією, вони узгоджені з точковими вимірюваннями, проведеними на поверхні льодовика.
Підмурівок Східної Антарктиди під льодовиком Ламберта опускається на площі 300 × 600 км. Льодовик утворився у великій рифтовій долині — Грабен Ламберта , який проникає глибоко у материк і, ймовірно, досягає східних схилів гір Гамбурцева.
Сточище, з якого лід потрапляє до льодовика Ламберта, обмежений сточищем льодовикового купола A. Шельфовий льодовик Еймері, має сточище понад 1,5 млн км². Форма басейну впливає на систему тиску і напрямку вітру у регіоні; катабатичні вітри протягом року викривлені топографією і ефектом Коріоліса, викликають відтік найхолоднішого повітря по західному краю Шельфового льодовику Еймері. У випадку, якщо цей відтік придушується центром високого тиску над морем Співдружності, спостерігалося накопичення холодного повітря над льодовиком і аномально низькою температурою на станції Дейвіса.